# Ranunculaceae
Ranunculaceae (Juss., 1789) è una famiglia di piante erbacee o, meno frequentemente, lianose o arbustive, appartenente all'ordine Ranunculales.
Comprende specie diffuse nelle regioni temperate e fredde dell'emisfero settentrionale: in alcune regioni temperate fredde possono costituire l'elemento dominante della flora (es. in Siberia, 20% delle Angiosperme).

## Descrizione
Il fiore, secondo le descrizioni classiche, mostra caratteri tipicamente primitivi. I fiori, in generale, sono vistosi, con funzione vessillare, generalmente attinomorfi (irregolari in alcuni generi come Aconitum, Consolida). Il perianzio è formato da uno o due verticilli, spesso non distinti in un vero calice e in una vera corolla: i sepali possono infatti assumere una funzione vessillare, mentre i petali possono mancare o subire marcate modificazioni. Spesso i petali possono essere trasformati in nettari. L'androceo è composto da numerosi stami, a disposizione spiralata, con filamenti liberi. L'ovario è supero quasi sempre formato da numerosi carpelli, generalmente liberi.
Le foglie possono essere intere o divise portate spiralate od opposte.
Il frutto è vario ed è uno dei caratteri su cui si basa la suddivisione della famiglia in categorie di ordine inferiore (sottofamiglie o tribù). Può essere un achenio (derivante da un ovario con molti carpelli che si chiudono separatamente), un follicolo (derivante da un ovario con pochi carpelli contenente più ovuli), una capsula o raramente una bacca.

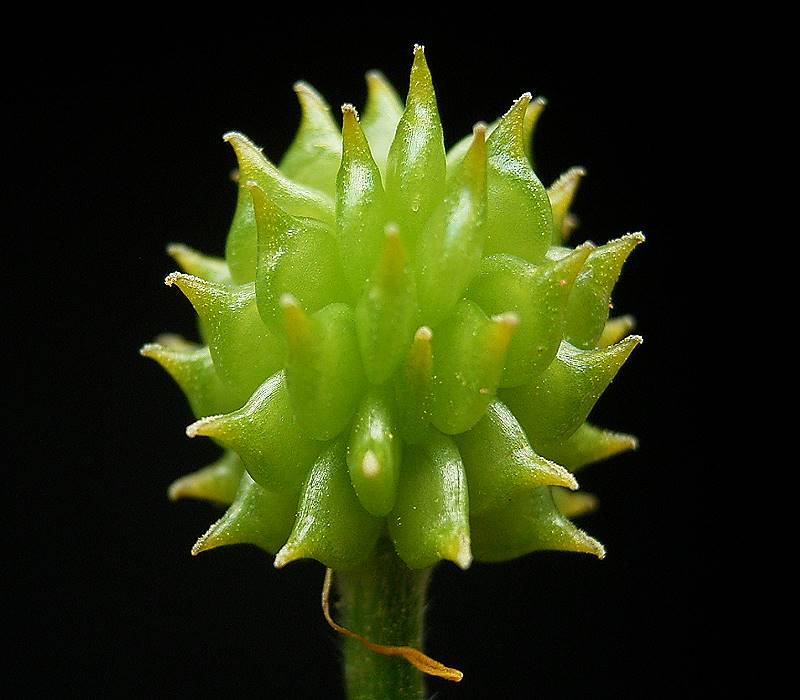
acheni (immaturi) del genere Ranunculus
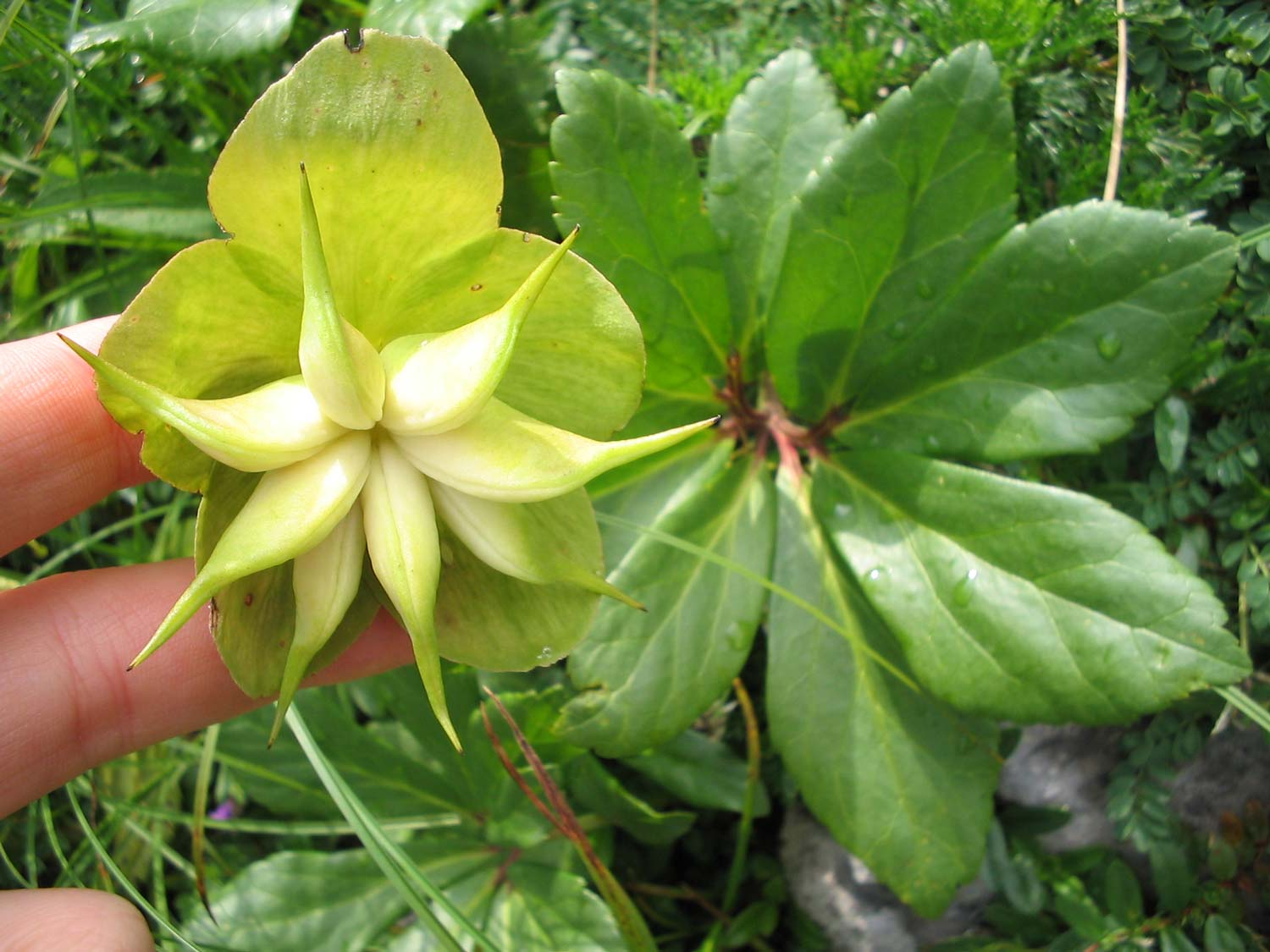
follicoli di Helleborus niger
capsula di Nigella
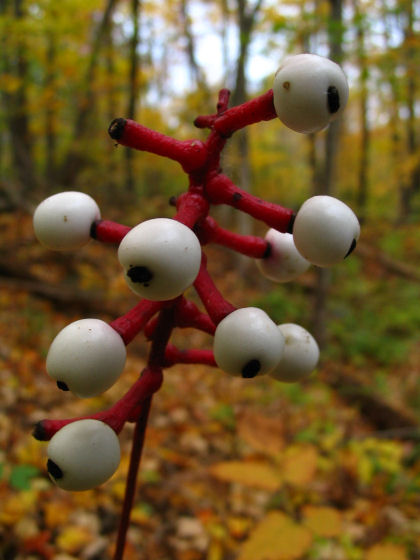
bacca di Actaea pachypoda

## Tassonomia
Data l'eterogeneità morfologica nell'ambito di questa famiglia, la tendenza di molti autori è stata quella di ridefinirne la tassonomia. La famiglia viene universalmente ritenuta valida; il sistema filogenetico APG la pone nell'ordine delle Ranunculales nel clade Eudicotiledoni. 
Classicamente (Tamura, 1993) venivano riconosciute 5 sottofamiglie sulla base di caratteri cromosomici e morfologici (Hydrastidoideae, Thalictroideae, Isopyroideae, Ranunculoideae, Helleboroideae).
In accordo con i dati molecolari è stato proposto il seguente cladogramma per le suddivisioni all'interno della famiglia:
|  | Glaucidoideae   |
|  |                 |
|  | Hydrastidoideae |
|  |                 |

|  | Coptoideae                                                        |
|  |                                                                   |
|  | \| \| Ranunculoideae \| \| \| \| \| \| Thalictroideae \| \| \| \| |
|  |                                                                   |
|  | Ranunculoideae                                                    |
|  |                                                                   |
|  | Thalictroideae                                                    |
|  |                                                                   |

|  | Ranunculoideae |
|  |                |
|  | Thalictroideae |
|  |                |

|  | Glaucidoideae   |
|  |                 |
|  | Hydrastidoideae |
|  |                 |

|  | Coptoideae                                                        |
|  |                                                                   |
|  | \| \| Ranunculoideae \| \| \| \| \| \| Thalictroideae \| \| \| \| |
|  |                                                                   |
|  | Ranunculoideae                                                    |
|  |                                                                   |
|  | Thalictroideae                                                    |
|  |                                                                   |

|  | Ranunculoideae |
|  |                |
|  | Thalictroideae |
|  |                |

Il genere Glaucidium era stato assegnato ad una famiglia a sé (Glaucidiaceae) ma è stato recentemente riconosciuto come un membro primitivo delle Ranunculaceae. 
Le sottofamiglie Hydrastidoideae e Glaucidioideae sono costituite da un'unica specie (Hydrastis canadense e Glaucidium palmatum rispettivamente). Coptoideae include 17 specie e Thalictroideae 450. Il resto delle specie (più dell'80% del totale) sono assegnate alle Ranunculoideae.
La famiglia nel suo complesso comprende oltre 2000 specie ripartite in 52 generi. Numericamente i generi più rappresentati sono: Ranunculus (600 specie), Delphinium (365 specie), Thalictrum (330 specie), Clematis (325 specie) e Aconitum (300 specie).
Famiglia Ranunculaceae
Sottofamiglia Glaucidoideae
- Glaucidium Siebold & Zucc.

Sottofamiglia Hydrastidoideae
- Hydrastis J.Ellis ex L.

Sottofamiglia Coptidoideae
- Coptis Salisb.
- Xanthorhiza Marshall

Sottofamiglia Ranunculoideae
Tribù Adonideae
- Adonis L.
- Megaleranthis Ohwi
- Trollius L.

Tribù Delphinieae
- Aconitum L.
- Delphinium Tourn. ex L.
- Gymnaconitum (Stapf) Wei Wang & Z.D.Chen
- Pseudodelphinium H.Duman, Vural, Aytaç & Adigüzel

Tribù Nigelleae
- Nigella L.

Tribù Helleboreae
- Helleborus Tourn. ex L.

Tribù Cimicifugeae
- Actaea L.
- Anemonopsis Siebold & Zucc.
- Beesia Balf.f. & W.W.Sm.
- Eranthis Salisb.

Tribù Caltheae
- Caltha L.

Tribù Asteropyreae
- Asteropyrum J.R.Drumm. & Hutch.

Tribù Callianthemeae
- Callianthemum C.A.Mey.

Tribù Anemoneae
- Anemoclema (Franch.) W.T.Wang
- Anemonastrum Holub
- Anemone L.
- Anemonoides Mill.
- Eriocapitella Nakai
- Clematis L.
- Hepatica Mill.
- Pulsatilla Mill.

Tribù Ranunculeae
- Arcteranthis Greene
- Calathodes Hook.f. & Thomson
- Callianthemoides Tamura
- Cyrtorhyncha Nutt.
- Halerpestes Greene
- Hamadryas Comm. ex Juss
- Knowltonia Salisb.
- Metanemone W.T.Wang
- Oxygraphis Bunge
- Paroxygraphis W.W.Sm.
- Peltocalathos Tamura
- Ranunculus L.
- Trautvetteria Fisch. & C.A.Mey.

Sottofamiglia Thalictroideae
Tribù Dichocarpeae
- Dichocarpum W.T.Wang & P.K.Hsiao
- Leucocoma Nieuwl.

Tribù Isopyreae
- Aquilegia L.
- Enemion Raf.
- Isopyrum L.
- Leptopyrum Rchb.
- Paraquilegia J.R.Drumm. & Hutch.
- Semiaquilegia Makino
- Urophysa Ulbr.

Tribù Thalictreae
- Anemonella Spach
- Thalictrum Tourn. ex L.

## Usi
Fra le Ranunculaceae si annoverano molte specie velenose o dotate di una tossicità blanda, alcune con proprietà officinali per la presenza di alcaloidi e glucosidi. Molte specie (es. Anemone, Aconitum, Consolida, Delphinium, Helleborus, Trollius) sono coltivate per la bellezza dei loro fiori.